# Civilret (retssystem)
 Ikke at forveksle med Civilret og Civilretten. For alternative betydninger, se Civilret (flertydig). (Se også artikler, som begynder med Civilret)
Civilretten er det mest udbredte retssystem i verden, og kendes undertiden under navnet kontinentaleuropæisk ret.
Civilretten er kendetegnet ved primært at anerkende nedskrevne retskilder og tillægge disse højere betydning end de uskrevne retskilder, såsom retssædvaner og parlamentariske konventioner. I et civilretligt system er den centrale retskilde som oftest en nedskrevet grundlov eller andre former for lovgivning, der er vedtaget af et parlament, og som anerkendes som værende lov.
| Jura | Spire Denne juraartikel er en spire som bør udbygges. Du er velkommen til at hjælpe Wikipedia ved at udvide den. |